# Jacqueline, or Blazing Barriers
Jacqueline, or Blazing Barriers è un film del 1923 diretto da Dell Henderson, prodotto dalla Pine Tree Pictures e distribuito dalla Arrow Film Corporation il 19 marzo 1923.
Fu uno degli ultimi film interpretati da Marguerite Courtot che, da lì a poco, si sarebbe ritirata dalle scene per dedicarsi alla famiglia.

## Trama
Jacqueline e Raoul si conoscono fin da bambini. Quando la ragazza va in città, diventa oggetto delle attenzioni di Henri Dubois che, in seguito, diventa capo di una squadra di boscaioli nel villaggio dove vive Jacqueline. Henri, che vuole la ragazza per sé, convince Raoul che ormai lei l'ha dimenticato. Henri, però, ha un passato pieno di ombre e viene ricattato da Li Chang, un cinese che l'ha seguito fino lì. I due uomini scendono a vie di fatto e, nella lotta, provocano un inizio di incendio. Le fiamme si espandono e il bosco va a fuoco. Raoul corre a salvare Jacqueline che, però, è già stata messa in salvo da suo padre. Salva, allora, per amore della ragazza, il suo supposto innamorato, Henri. Ma, alla fine, le cose si chiariscono e Jacqueline e Raoul tornano felicemente insieme.

## Produzione
Il film fu prodotto dalla Pine Tree Pictures, tratto da Jacqueline di James Oliver Curwood (1878-1927) che venne girato nelle foreste del Maine. Protagonista della storia, Marguerite Courtot.

## Distribuzione
Distribuito dalla Arrow Film Corporation, il film uscì negli USA il 19 marzo 1923.
Lungamente considerato perduto, l'ultimo rullo del film fu trovato al Film Archive of Canada ed è stato presentato il 17 luglio 2002 al Northeast Historic Film Silent Film festival di Bucksport (Maine).

### Data di uscita
IMDb
- USA	19 marzo 1923
- Finlandia	14 novembre 1927
- USA   17 luglio 2002  (festival)